# Фулга де Сус (Прахова)
Фулга де Сус (рум. Fulga de Sus) насеље је у Румунији у округу Прахова. Oпштина се налази на надморској висини од 78 m.

## Становништво
Према подацима из 2002. године у насељу је живело 2127 становника, од којих су сви румунске националности.